# Grover Mitchell
Grover Mitchell (17. března 1930 Whatley, Alabama, USA – 6. srpna 2003 New York City, New York, USA) byl americký jazzový pozounista. V roce 1961 krátce působil v orchestru Duke Ellingtona a následně u Lionela Hamptona. Od roku 1962 působil v orchestru Count Basieho, odkud odešel v roce 1970, ale o deset let později se opět vrátil. V orchestru zůstal i po Basieho smrti a v roce 1995 převzal po Franku Fosterovi jeho vedení. Během své kariéry spolupracoval i s dalšími hudebníky, mezi které patří Gene Ammons, Oliver Nelson, Sarah Vaughan nebo Eddie Harris. Zemřel na rakovinu ve svých třiasedmdesáti letech.